# 2014-es Formula–1 kínai nagydíj
A kínai nagydíj volt a 2014-es Formula–1 világbajnokság negyedik futama, amelyet 2014. április 18. és április 20. között rendeztek meg a kínai Shanghai International Circuiten, Sanghajban.

## Szabadedzések

### Első szabadedzés
A kínai nagydíj első szabadedzését április 18-án, pénteken délelőtt tartották.
| helyezés | versenyző           | csapat/motor         | elért idő  | különbség | futott kör |
| -------- | ------------------- | -------------------- | ---------- | --------- | ---------- |
| 1        | Fernando Alonso     | Ferrari              | 1:39,783   | −         | 20         |
| 2        | Nico Rosberg        | Mercedes             | 1:40,181   | +0,398    | 16         |
| 3        | Daniel Ricciardo    | Red Bull-Renault     | 1:40,772   | +0,989    | 23         |
| 4        | Jenson Button       | McLaren-Mercedes     | 1:40,970   | +1,187    | 23         |
| 5        | Nico Hülkenberg     | Force India-Mercedes | 1:41,175   | +1,392    | 16         |
| 6        | Kevin Magnussen     | McLaren-Mercedes     | 1:41,366   | +1,583    | 20         |
| 7        | Jean-Éric Vergne    | Toro Rosso-Renault   | 1:41,505   | +1,722    | 26         |
| 8        | Lewis Hamilton      | Mercedes             | 1:41,560   | +1,777    | 9          |
| 9        | Sebastian Vettel    | Red Bull-Renault     | 1:41,629   | +1,846    | 19         |
| 10       | Felipe Massa        | Williams-Mercedes    | 1:41,699   | +1,916    | 14         |
| 11       | Danyiil Kvjat       | Toro Rosso-Renault   | 1:41,977   | +2,194    | 23         |
| 12       | Romain Grosjean     | Lotus-Renault        | 1:42,090   | +2,307    | 24         |
| 13       | Felipe Nasr         | Williams-Mercedes    | 1:42,265   | +2,482    | 13         |
| 14       | Giedo van der Garde | Sauber-Ferrari       | 1:42,615   | +2,832    | 16         |
| 15       | Sergio Pérez        | Force India-Mercedes | 1:42,733   | +2,950    | 13         |
| 16       | Pastor Maldonado    | Lotus-Renault        | 1:43,731   | +3,948    | 22         |
| 17       | Kobajasi Kamui      | Caterham-Renault     | 1:44,038   | +4,255    | 16         |
| 18       | Esteban Gutiérrez   | Sauber-Ferrari       | 1:44,162   | +4,379    | 17         |
| 19       | Jules Bianchi       | Marussia-Ferrari     | 1:44,270   | +4,487    | 7          |
| 20       | Max Chilton         | Marussia-Ferrari     | 1:44,782   | +4,999    | 20         |
| 21       | Marcus Ericsson     | Caterham-Renault     | 1:44,835   | +5,052    | 22         |
| 22       | Kimi Räikkönen      | Ferrari              | idő nélkül | –         | 1          |

### Második szabadedzés
A kínai nagydíj második szabadedzését április 18-án, pénteken délután tartották.
| helyezés | versenyző         | csapat/motor         | elért idő | különbség | futott kör |
| -------- | ----------------- | -------------------- | --------- | --------- | ---------- |
| 1        | Lewis Hamilton    | Mercedes             | 1:38,315  | −         | 25         |
| 2        | Fernando Alonso   | Ferrari              | 1:38,456  | +0,141    | 28         |
| 3        | Nico Rosberg      | Mercedes             | 1:38,726  | +0,411    | 30         |
| 4        | Daniel Ricciardo  | Red Bull-Renault     | 1:38,811  | +0,496    | 30         |
| 5        | Sebastian Vettel  | Red Bull-Renault     | 1:39,015  | +0,700    | 31         |
| 6        | Felipe Massa      | Williams-Mercedes    | 1:39,118  | +0,803    | 25         |
| 7        | Kimi Räikkönen    | Ferrari              | 1:39,283  | +0,968    | 25         |
| 8        | Jenson Button     | McLaren-Mercedes     | 1:39,491  | +1,176    | 29         |
| 9        | Romain Grosjean   | Lotus-Renault        | 1:39,537  | +1,222    | 36         |
| 10       | Danyiil Kvjat     | Toro Rosso-Renault   | 1:39,648  | +1,333    | 26         |
| 11       | Nico Hülkenberg   | Force India-Mercedes | 1:39,736  | +1,421    | 30         |
| 12       | Kevin Magnussen   | McLaren-Mercedes     | 1:39,744  | +1,429    | 29         |
| 13       | Jean-Éric Vergne  | Toro Rosso-Renault   | 1:39,759  | +1,444    | 28         |
| 14       | Valtteri Bottas   | Williams-Mercedes    | 1:39,830  | +1,515    | 25         |
| 15       | Sergio Pérez      | Force India-Mercedes | 1:40,124  | +1,809    | 32         |
| 16       | Esteban Gutiérrez | Sauber-Ferrari       | 1:40,359  | +2,044    | 32         |
| 17       | Adrian Sutil      | Sauber-Ferrari       | 1:40,395  | +2,080    | 30         |
| 18       | Pastor Maldonado  | Lotus-Renault        | 1:40,455  | +2,140    | 12         |
| 19       | Jules Bianchi     | Marussia-Ferrari     | 1:42,327  | +4,012    | 27         |
| 20       | Max Chilton       | Marussia-Ferrari     | 1:43,473  | +5,158    | 30         |
| 21       | Kobajasi Kamui    | Caterham-Renault     | 1:43,530  | +5,215    | 32         |
| 22       | Marcus Ericsson   | Caterham-Renault     | 1:43,679  | +5,364    | 32         |

### Harmadik szabadedzés
A kínai nagydíj harmadik szabadedzését április 19-én, szombaton délelőtt tartották.
| helyezés | versenyző         | csapat/motor         | elért idő  | különbség | futott kör |
| -------- | ----------------- | -------------------- | ---------- | --------- | ---------- |
| 1        | Daniel Ricciardo  | Red Bull-Renault     | 1:53,958   | −         | 5          |
| 2        | Felipe Massa      | Williams-Mercedes    | 1:54,492   | +0,534    | 5          |
| 3        | Romain Grosjean   | Lotus-Renault        | 1:54,514   | +0,556    | 4          |
| 4        | Nico Hülkenberg   | Force India-Mercedes | 1:55,032   | +1,074    | 6          |
| 5        | Kimi Räikkönen    | Ferrari              | 1:55,062   | +1,104    | 4          |
| 6        | Pastor Maldonado  | Lotus-Renault        | 1:55,228   | +1,270    | 12         |
| 7        | Danyiil Kvjat     | Toro Rosso-Renault   | 1:55,235   | +1,277    | 7          |
| 8        | Valtteri Bottas   | Williams-Mercedes    | 1:55,381   | +1,423    | 5          |
| 9        | Jenson Button     | McLaren-Mercedes     | 1:55,673   | +1,715    | 4          |
| 10       | Sergio Pérez      | Force India-Mercedes | 1:56,019   | +2,061    | 6          |
| 11       | Sebastian Vettel  | Red Bull-Renault     | 1:56,233   | +2,275    | 8          |
| 12       | Jean-Éric Vergne  | Toro Rosso-Renault   | 1:56,380   | +2,422    | 9          |
| 13       | Adrian Sutil      | Sauber-Ferrari       | 1:56,760   | +2,802    | 8          |
| 14       | Max Chilton       | Marussia-Ferrari     | 1:56,841   | +2,883    | 13         |
| 15       | Esteban Gutiérrez | Sauber-Ferrari       | 1:57,468   | +3,510    | 9          |
| 16       | Kobajasi Kamui    | Caterham-Renault     | 1:57,812   | +3,854    | 12         |
| 17       | Jules Bianchi     | Marussia-Ferrari     | 1:57,976   | +4,018    | 14         |
| 18       | Marcus Ericsson   | Caterham-Renault     | 1:59,507   | +5,549    | 6          |
| 19       | Nico Rosberg      | Mercedes             | idő nélkül | –         | 4          |
| 20       | Kevin Magnussen   | McLaren-Mercedes     | idő nélkül | –         | 3          |
| 21       | Fernando Alonso   | Ferrari              | idő nélkül | –         | 1          |
| 22       | Lewis Hamilton    | Mercedes             | idő nélkül | –         | 3          |

## Időmérő edzés
A kínai nagydíj időmérő edzését április 19-én, szombaton futották, esős időjárási viszonyok között.
| helyezés              | rajtszám | versenyző         | csapat/motor         | 1. rész    | 2. rész  | 3. rész  | rajthely | futott kör |
| --------------------- | -------- | ----------------- | -------------------- | ---------- | -------- | -------- | -------- | ---------- |
| 1                     | 44       | Lewis Hamilton    | Mercedes             | 1:55,516   | 1:54,029 | 1:53,860 | 1        | 21         |
| 2                     | 3        | Daniel Ricciardo  | Red Bull-Renault     | 1:56,641   | 1:55,302 | 1:54,455 | 2        | 23         |
| 3                     | 1        | Sebastian Vettel  | Red Bull-Renault     | 1:55,926   | 1:54,499 | 1:54,960 | 3        | 23         |
| 4                     | 6        | Nico Rosberg      | Mercedes             | 1:56,058   | 1:55,294 | 1:55,143 | 4        | 22         |
| 5                     | 14       | Fernando Alonso   | Ferrari              | 1:56,961   | 1:55,765 | 1:55,637 | 5        | 21         |
| 6                     | 19       | Felipe Massa      | Williams-Mercedes    | 1:56,850   | 1:56,757 | 1:56,147 | 6        | 24         |
| 7                     | 77       | Valtteri Bottas   | Williams-Mercedes    | 1:56,501   | 1:56,253 | 1:56,282 | 7        | 24         |
| 8                     | 27       | Nico Hülkenberg   | Force India-Mercedes | 1:55,913   | 1:56,847 | 1:56,366 | 8        | 23         |
| 9                     | 25       | Jean-Éric Vergne  | Toro Rosso-Renault   | 1:57,477   | 1:56,584 | 1:56,773 | 9        | 23         |
| 10                    | 8        | Romain Grosjean   | Lotus-Renault        | 1:58,411   | 1:56,407 | 1:57,079 | 10       | 22         |
| 11                    | 7        | Kimi Räikkönen    | Ferrari              | 1:58,279   | 1:56,860 |          | 11       | 17         |
| 12                    | 22       | Jenson Button     | McLaren-Mercedes     | 1:57,783   | 1:56,963 |          | 12       | 17         |
| 13                    | 26       | Danyiil Kvjat     | Toro Rosso-Renault   | 1:57,261   | 1:57,289 |          | 13       | 18         |
| 14                    | 99       | Adrian Sutil      | Sauber-Ferrari       | 1:58,138   | 1:57,393 |          | 14       | 17         |
| 15                    | 20       | Kevin Magnussen   | McLaren-Mercedes     | 1:57,369   | 1:57,675 |          | 15       | 17         |
| 16                    | 11       | Sergio Pérez      | Force India-Mercedes | 1:58,362   | 1:58,264 |          | 16       | 17         |
| 17                    | 21       | Esteban Gutiérrez | Sauber-Ferrari       | 1:58,988   |          |          | 17       | 10         |
| 18                    | 10       | Kobajasi Kamui    | Caterham-Renault     | 1:59,260   |          |          | 18       | 10         |
| 19                    | 17       | Jules Bianchi     | Marussia-Ferrari     | 1:59,326   |          |          | 19       | 10         |
| 20                    | 9        | Marcus Ericsson   | Caterham-Renault     | 2:00,646   |          |          | 20       | 10         |
| 21                    | 4        | Max Chilton       | Marussia-Ferrari     | 2:00,865   |          |          | 21       | 10         |
| 107%-os idő: 2:03,602 |          |                   |                      |            |          |          |          |            |
| NK                    | 13       | Pastor Maldonado  | Lotus-Renault        | idő nélkül |          |          | 22[1]    | 0          |

Megjegyzés
- ↑ 1:  – Pastor Maldonado a harmadik szabadedzésen balesetet szenvedett, így az autója javítása következtében nem tudott részt venni az időmérő edzésen,[2] de a versenyen részt vehetett. Ezen kívül az előző futamról öt rajthelyes büntetést és három büntetőpontot is magával hozott az Esteban Gutiérrezzel történt ütközése miatt.[3]

## Futam
A kínai nagydíj futama április 20-án, vasárnap rajtolt. A versenybíró az 55. körben leintette a futamot. A szabályok szerint, ha korábban intenek le egy versenyt, akkor az azt megelőző kör eredménye számít, emiatt utólag az 54. kör végi állás lett a hivatalos végeredmény. Ez csak annyi változást okozott, hogy Kobajasi utolsó körben történt előzése Bianchi ellen érvénytelenné vált, ezért Kobajasi maradt a 18., Bianchi pedig a 17. helyen.
| helyezés | rajtszám | versenyző         | csapat/motor         | futott kör | idő/kiesés oka | rajthely | pont |
| -------- | -------- | ----------------- | -------------------- | ---------- | -------------- | -------- | ---- |
| 1        | 44       | Lewis Hamilton    | Mercedes             | 54         | 1:33:28,338    | 1        | 25   |
| 2        | 6        | Nico Rosberg      | Mercedes             | 54         | +18.062        | 4        | 18   |
| 3        | 14       | Fernando Alonso   | Ferrari              | 54         | +23,604        | 5        | 15   |
| 4        | 3        | Daniel Ricciardo  | Red Bull-Renault     | 54         | +27,136        | 2        | 12   |
| 5        | 1        | Sebastian Vettel  | Red Bull-Renault     | 54         | +47,778        | 3        | 10   |
| 6        | 27       | Nico Hülkenberg   | Force India-Mercedes | 54         | +54,295        | 8        | 8    |
| 7        | 77       | Valtteri Bottas   | Williams-Mercedes    | 54         | +55,697        | 7        | 6    |
| 8        | 7        | Kimi Räikkönen    | Ferrari              | 54         | +1:16,335      | 11       | 4    |
| 9        | 11       | Sergio Pérez      | Force India-Mercedes | 54         | +1:22,647      | 16       | 2    |
| 10       | 26       | Danyiil Kvjat     | Toro Rosso-Renault   | 53         | +1 kör         | 13       | 1    |
| 11       | 22       | Jenson Button     | McLaren-Mercedes     | 53         | +1 kör         | 12       |      |
| 12       | 25       | Jean-Éric Vergne  | Toro Rosso-Renault   | 53         | +1 kör         | 9        |      |
| 13       | 20       | Kevin Magnussen   | McLaren-Mercedes     | 53         | +1 kör         | 15       |      |
| 14       | 13       | Pastor Maldonado  | Lotus-Renault        | 53         | +1 kör         | 22       |      |
| 15       | 19       | Felipe Massa      | Williams-Mercedes    | 53         | +1 kör         | 6        |      |
| 16       | 21       | Esteban Gutiérrez | Sauber-Ferrari       | 53         | +1 kör         | 17       |      |
| 17       | 17       | Jules Bianchi     | Marussia-Ferrari     | 53         | +1 kör         | 19       |      |
| 18       | 10       | Kobajasi Kamui    | Caterham-Renault     | 53         | +1 kör         | 18       |      |
| 19       | 4        | Max Chilton       | Marussia-Ferrari     | 52         | +2 kör         | 21       |      |
| 20       | 9        | Marcus Ericsson   | Caterham-Renault     | 52         | +2 kör         | 20       |      |
| ki       | 8        | Romain Grosjean   | Lotus-Renault        | 28         | sebességváltó  | 10       |      |
| ki       | 99       | Adrian Sutil      | Sauber-Ferrari       | 5          | erőforrás      | 14       |      |

## A világbajnokság állása a verseny után
| H   | Versenyzők       | Pont | H   | Konstruktőrök        | Pont |
| --- | ---------------- | ---- | --- | -------------------- | ---- |
| 1.  | Nico Rosberg     | 79   | 1.  | Mercedes             | 154  |
| 2.  | Lewis Hamilton   | 75   | 2.  | Red Bull-Renault     | 57   |
| 3.  | Fernando Alonso  | 41   | 3.  | Force India-Mercedes | 54   |
| 4.  | Nico Hülkenberg  | 36   | 4.  | Ferrari              | 52   |
| 5.  | Sebastian Vettel | 33   | 5.  | McLaren-Mercedes     | 43   |
| 6.  | Daniel Ricciardo | 24   | 6.  | Williams-Mercedes    | 36   |
| 7.  | Valtteri Bottas  | 24   | 7.  | Toro Rosso-Renault   | 8    |
| 8.  | Jenson Button    | 23   | 8.  | Lotus-Renault        | 0    |
| 9.  | Kevin Magnussen  | 20   | 9.  | Sauber-Ferrari       | 0    |
| 10. | Sergio Pérez     | 18   | 10. | Marussia-Ferrari     | 0    |

(A teljes táblázat)

## Statisztikák
- Vezető helyen:
  - Lewis Hamilton: 54 kör (1-54)
- Lewis Hamilton 25. győzelme és 34. pole-pozíciója.
- Nico Rosberg 7. leggyorsabb köre.
- A Mercedes 17. győzelme.
- Lewis Hamilton 57., Nico Rosberg 15., Fernando Alonso 96. dobogós helyezése.